# Beta2 Tucanae
Título a ser usado para criar uma ligação interna é Beta2 Tucanae.
Beta2 Tucanae (53 Tucanae) é uma estrela na direção da constelação de Tucana. Possui uma ascensão reta de 00h 31m 33.36s e uma declinação de −62° 57′ 55.6″. Sua magnitude aparente é igual a 4.53. Considerando sua distância de 172 anos-luz em relação à Terra, sua magnitude absoluta é igual a 0.92. Pertence à classe espectral A2V.